# Компании Макао по отраслям

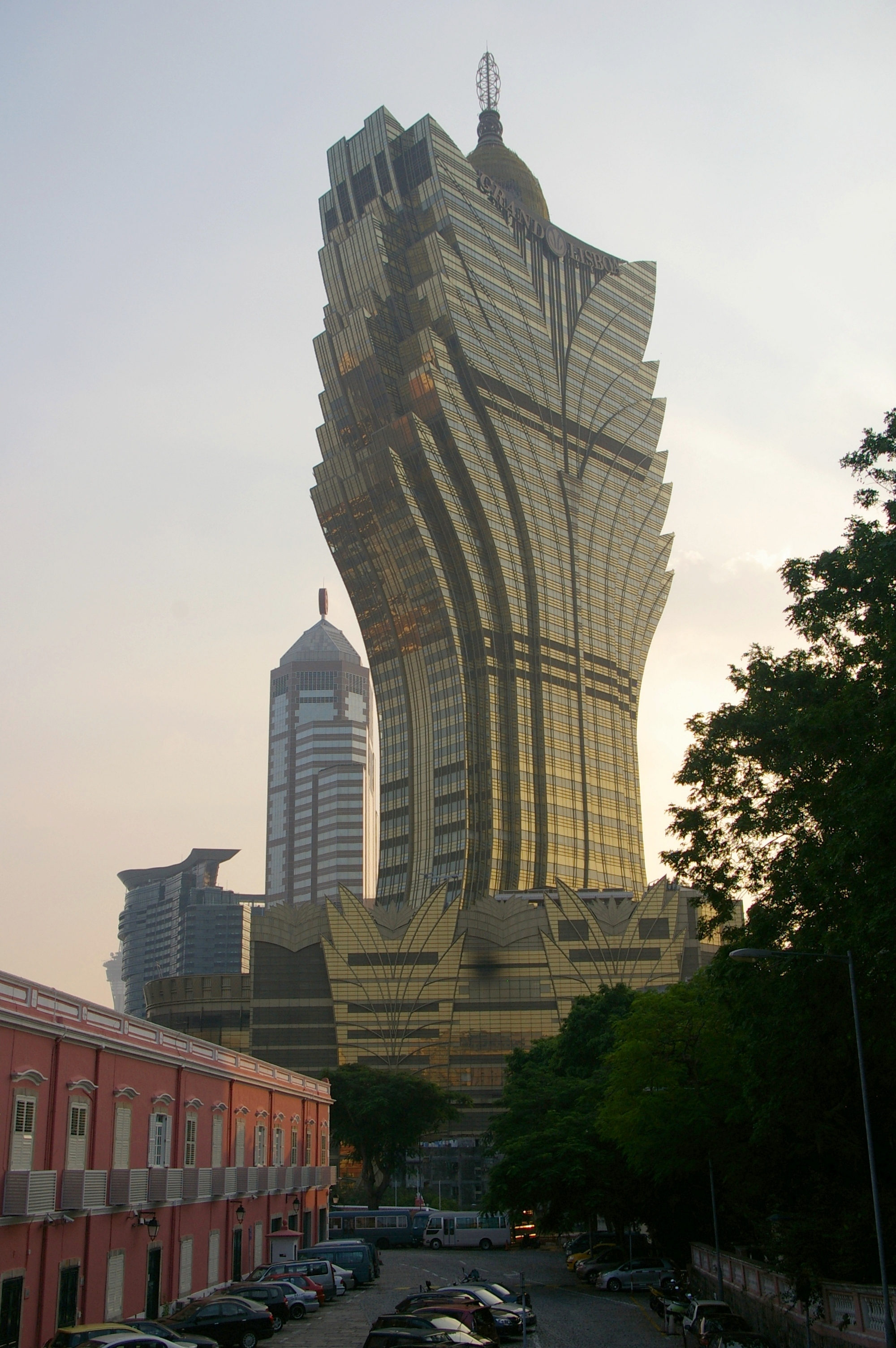
Отель Grand Lisboa

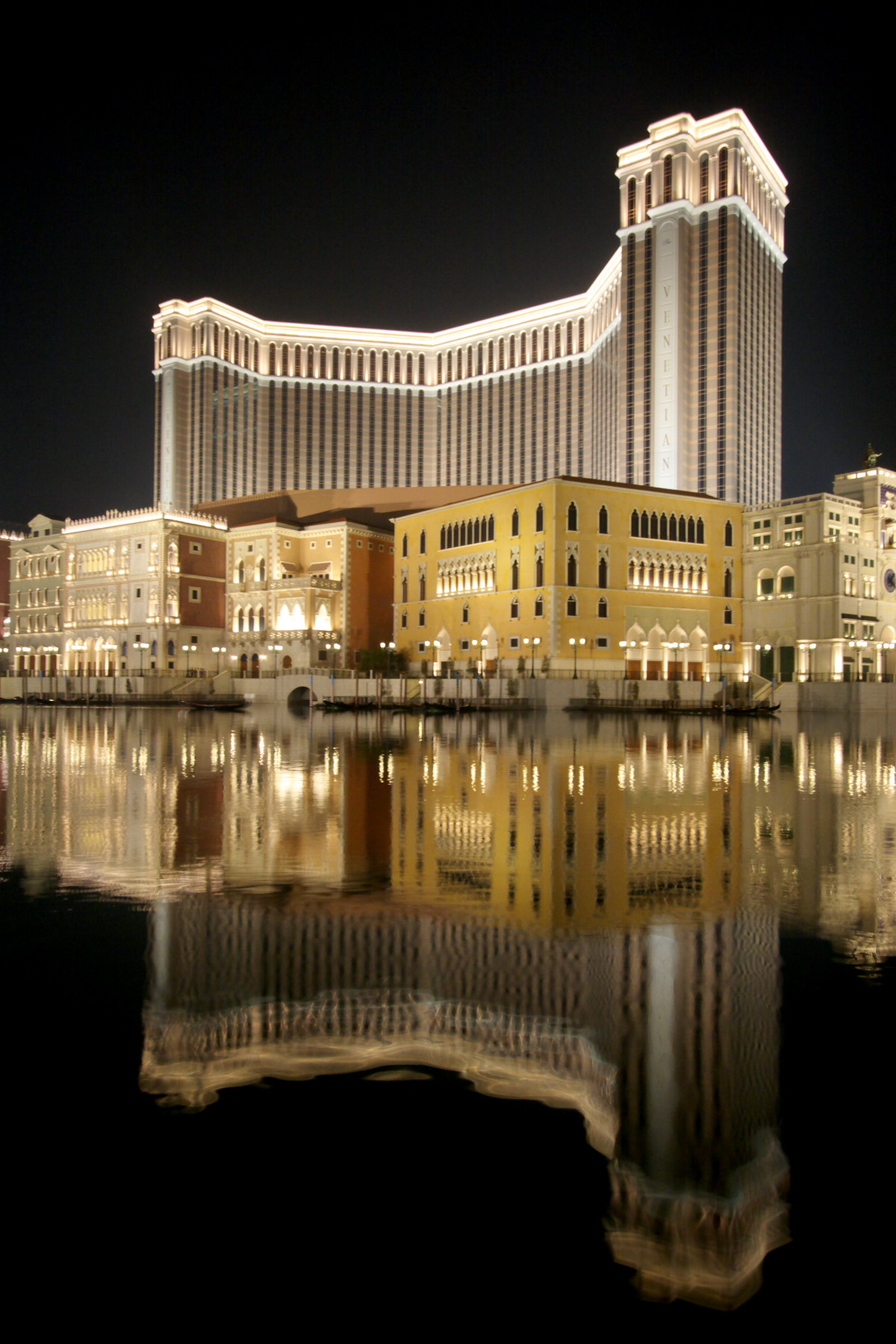
Отель Venetian Macao

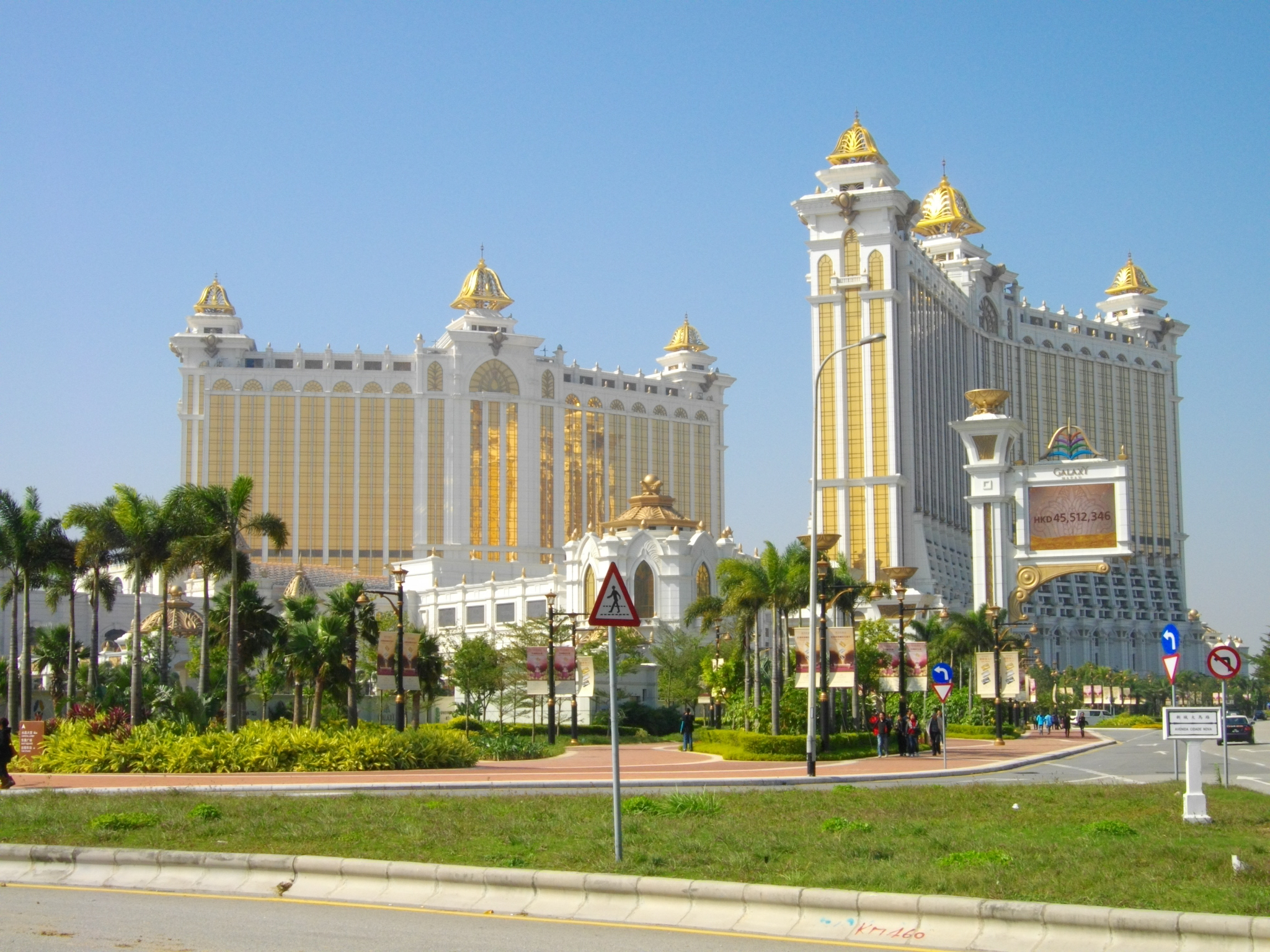
Отель Galaxy Macau

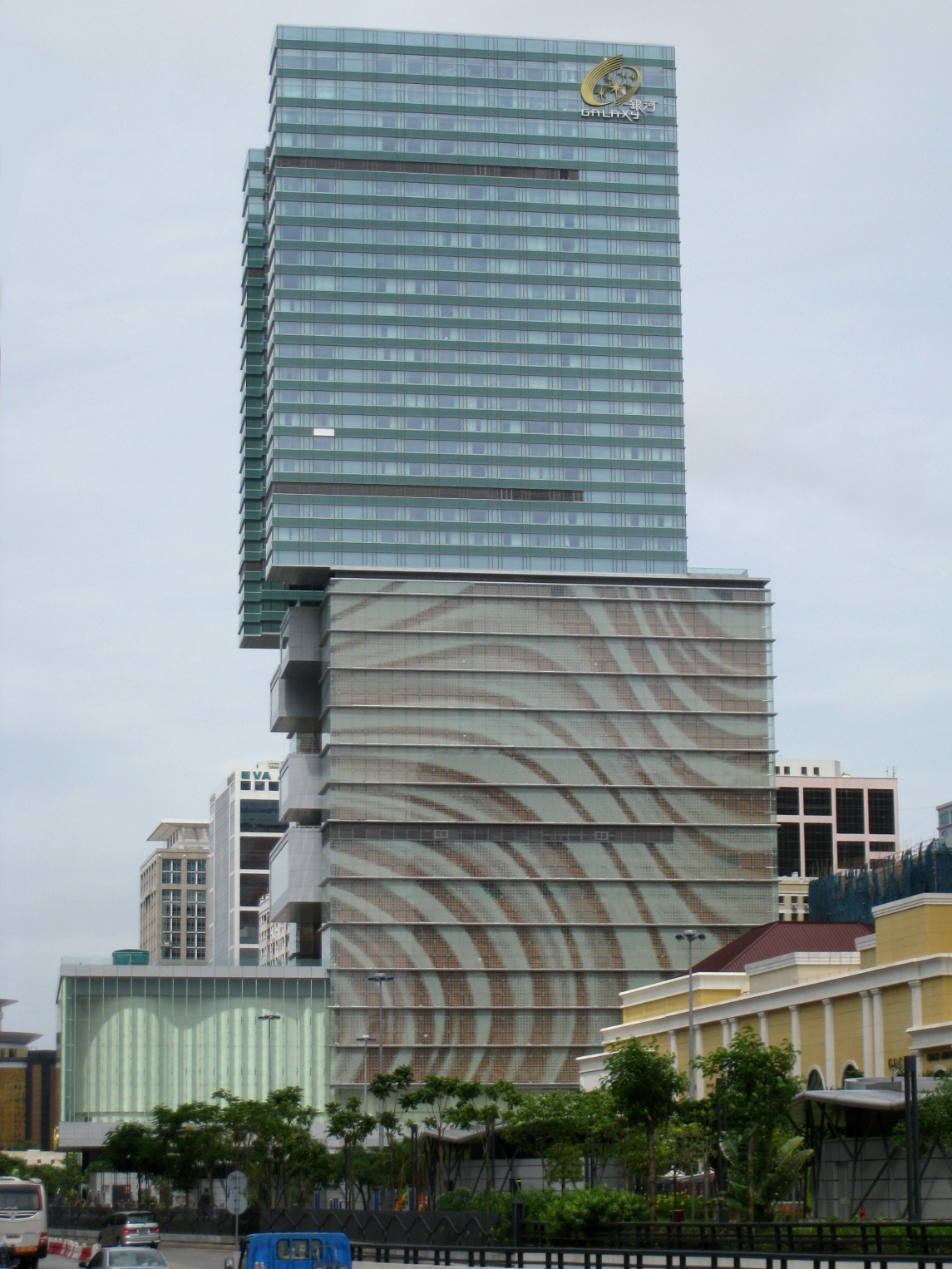
Отель Star World

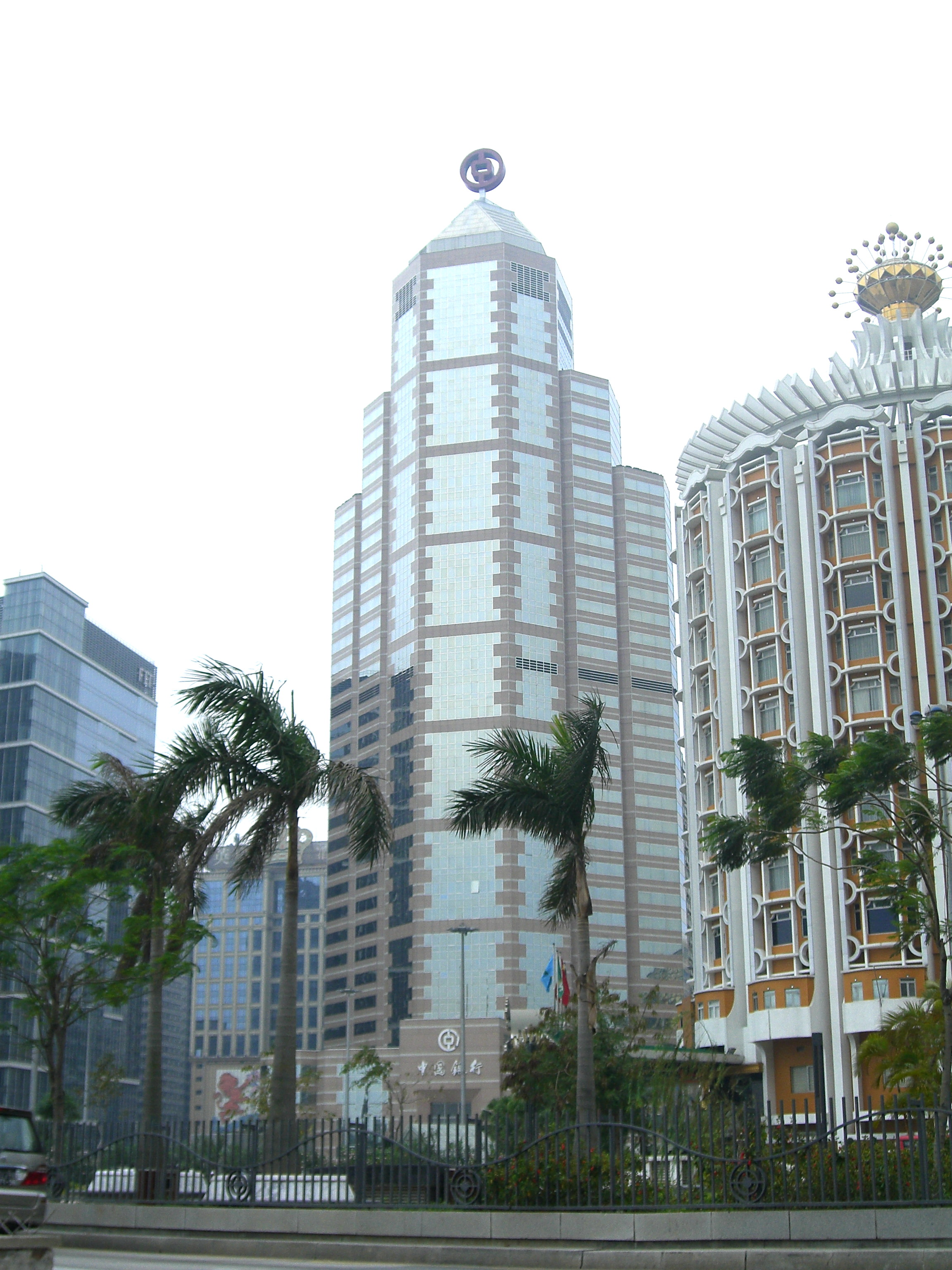
Офис Bank of China

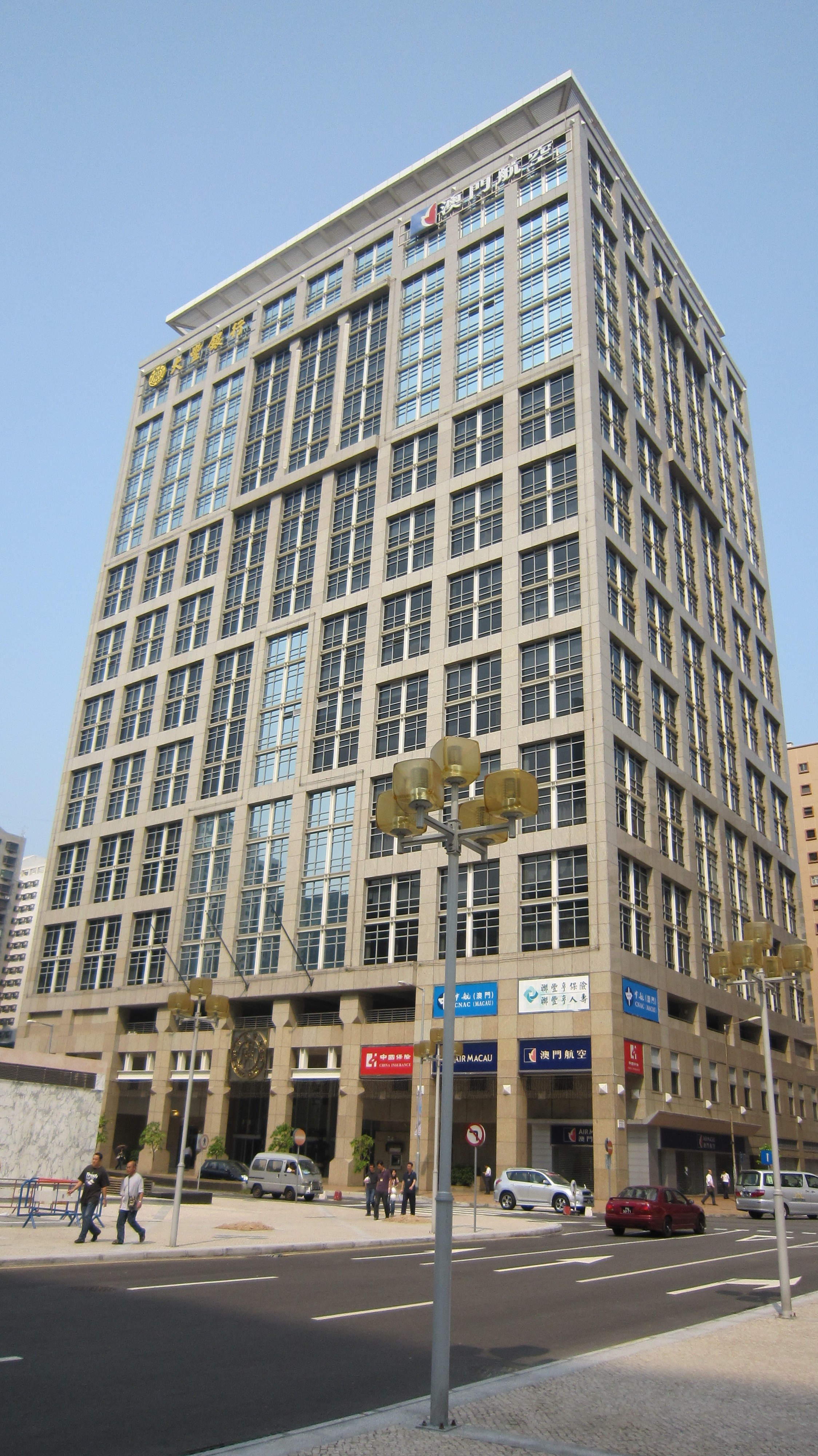
Офис Tai Fung Bank

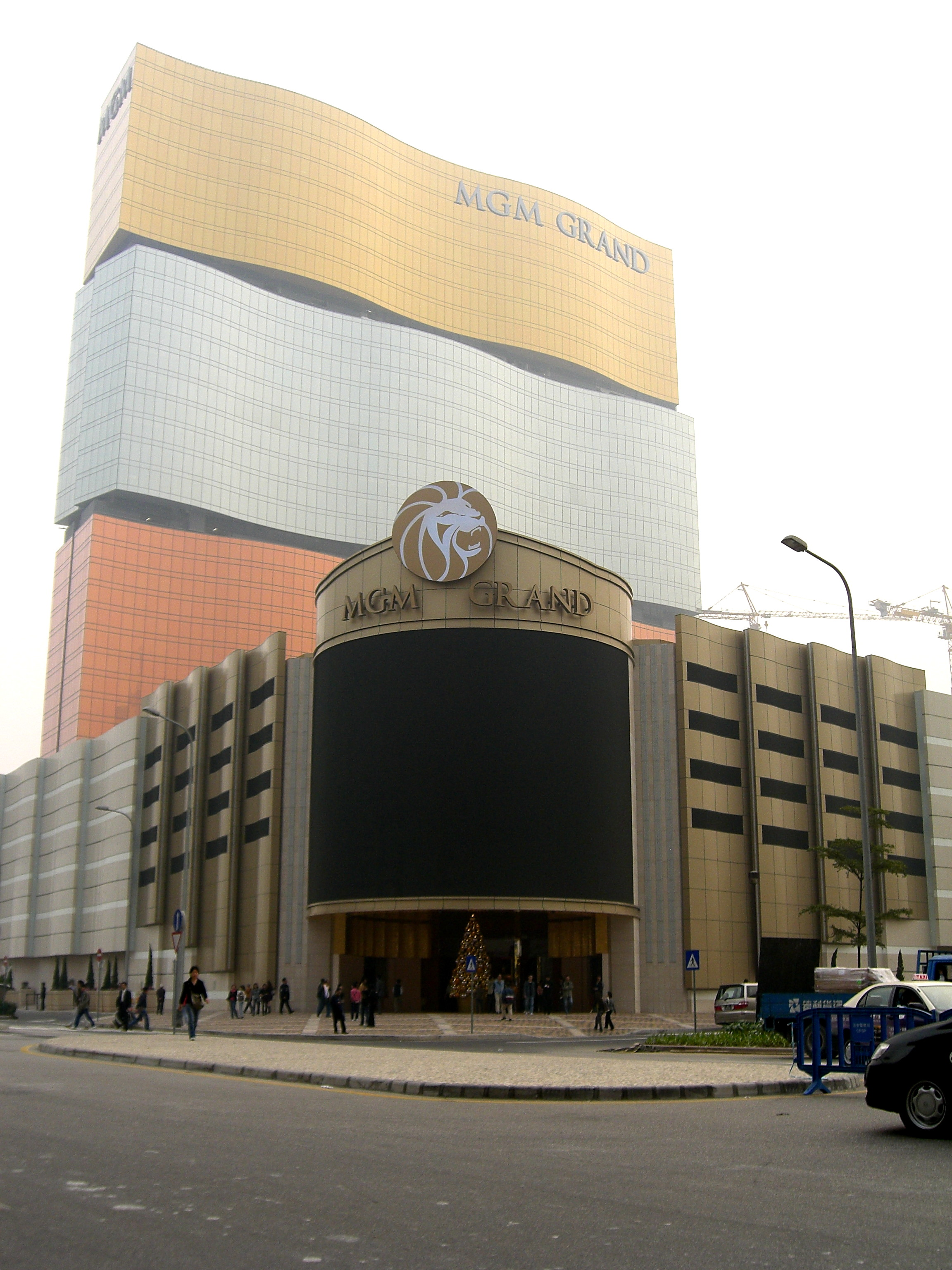
Отель MGM Grand Macau

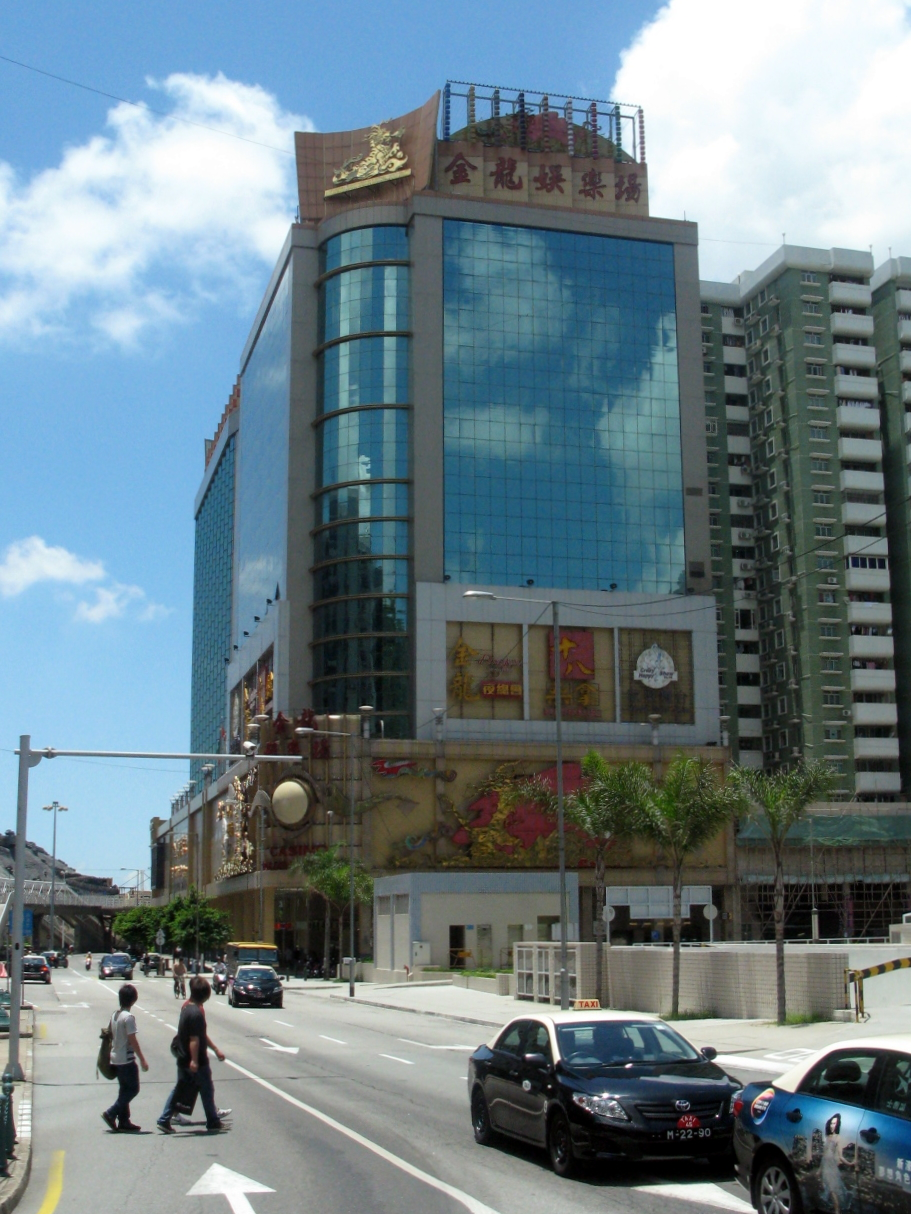
Отель Golden Dragon

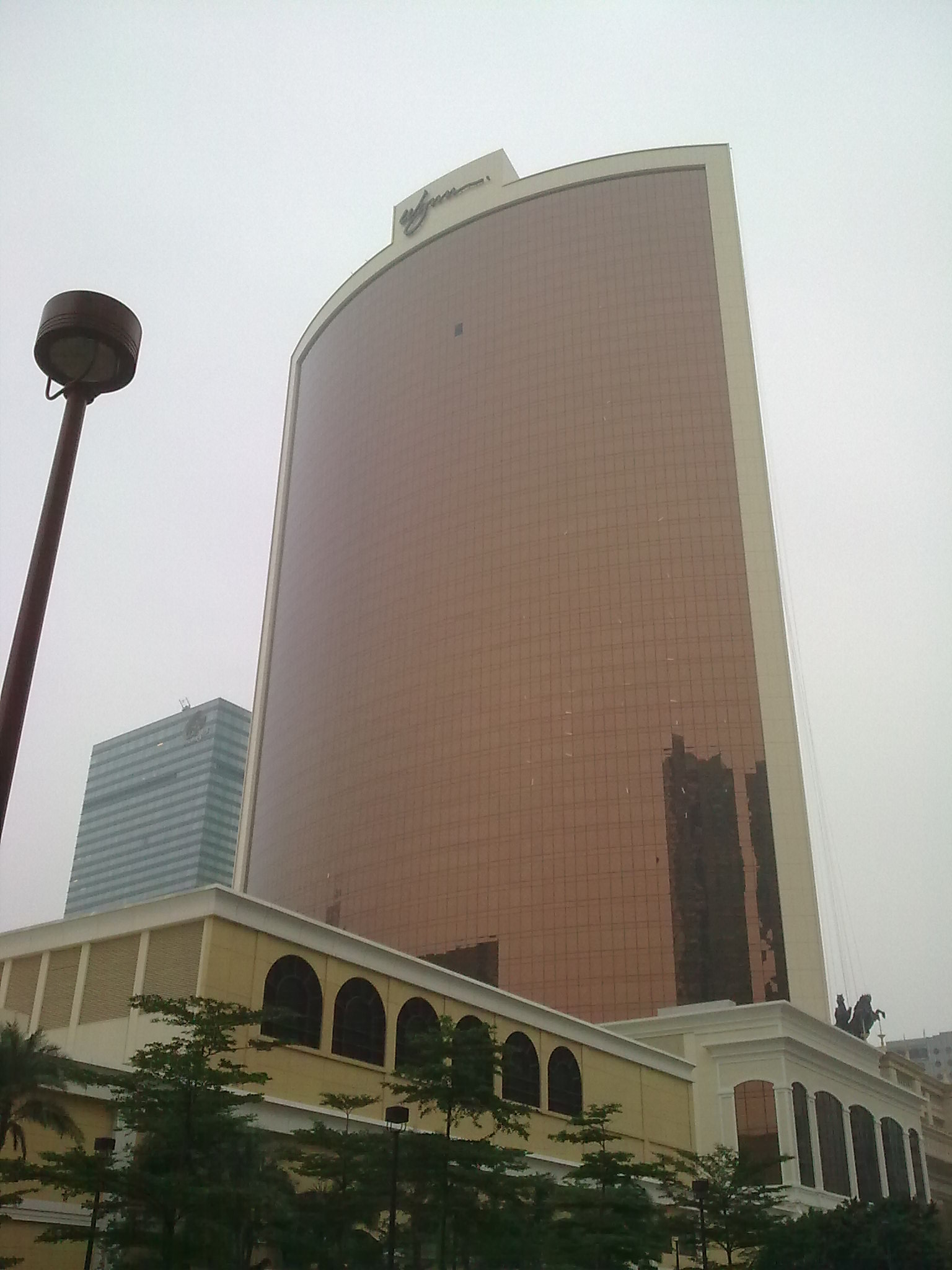
Отель Encore at Wynn Macau

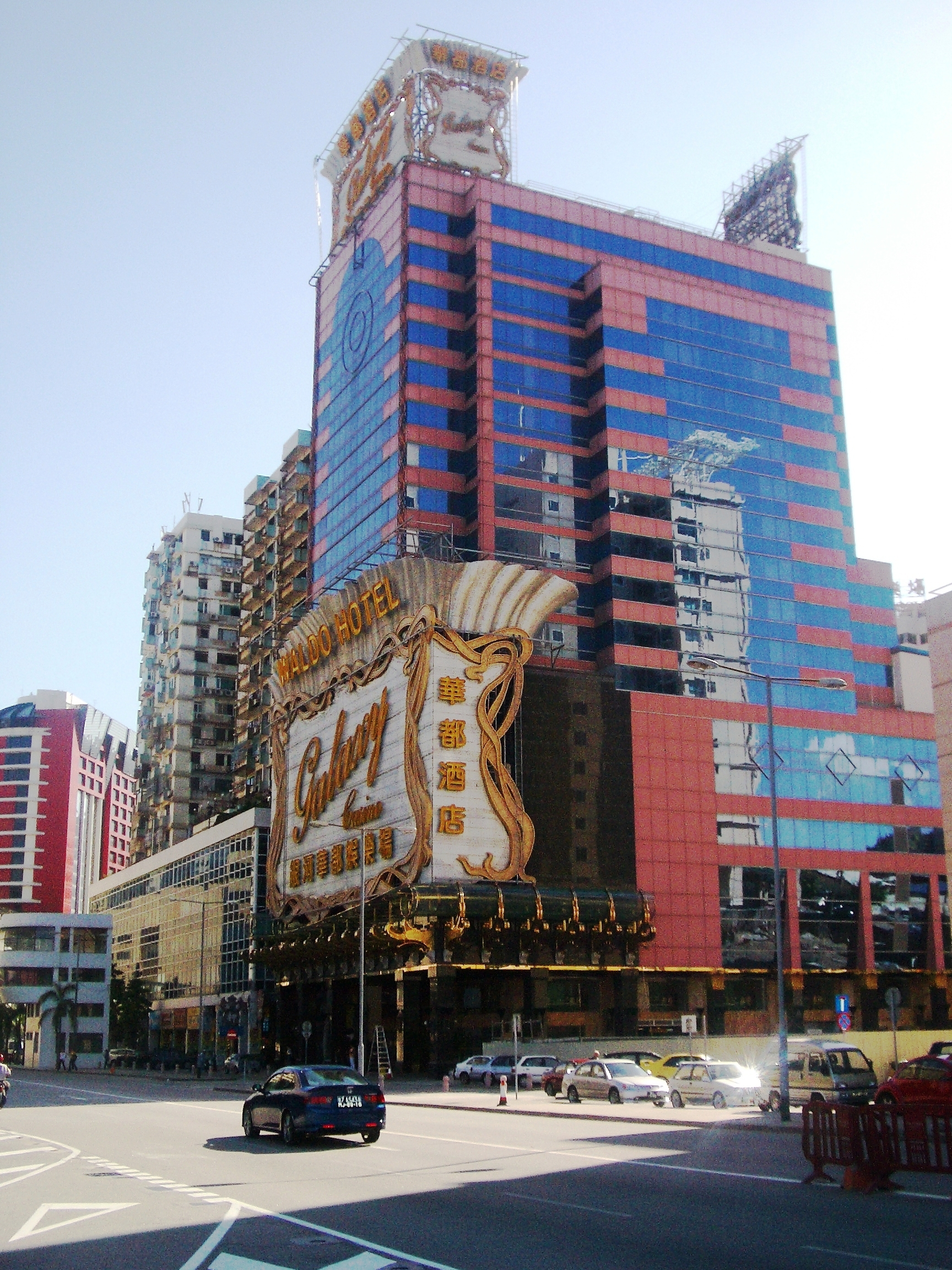
Отель Waldo

Крупнейшие компании Макао сосредоточены в сферах игорного бизнеса, транспорта и гостиничного дела, обслуживая миллионы китайских и иностранных туристов, ежегодно прибывающих в «Азиатский Лас-Вегас». Кроме того, Макао является крупным финансовым центром, поэтому в городе сосредоточены многочисленные банки, страховые и инвестиционные компании.
В число крупнейших компаний Макао входят как местные компании, так и крупные корпорации из материкового Китая, Гонконга, США, Тайваня и Японии. После либерализации игорного бизнеса в 2002 году Макао получил до 2016 года 23,8 миллиарда долларов в виде прямых иностранных инвестиций из США в игорную индустрию. Сюда пришли такие американские гиганты, как Las Vegas Sands, Wynn Resorts и MGM Resorts International. Другими отраслями, где сосредоточены крупнейшие компании Макао, являются финансовые услуги, страхование, строительство, недвижимость, розничная торговля, транспорт и логистика, индустрия конференций и выставок, производство текстиля, одежды, обуви, продуктов питания, напитков и потребительских товаров.

## Крупнейшие компании
По состоянию на июль 2023 года крупнейшими компаниями Макао были:
- Sands China (недвижимость, казино, отели и развлечения): рыночная стоимость — 31,96 млрд долл., 24 тыс. сотрудников.
- Wynn Macau (недвижимость, казино, отели и развлечения): рыночная стоимость — 5,62 млрд долл., 27,5 тыс. сотрудников.
- MGM China Holdings (недвижимость, казино, отели и развлечения): рыночная стоимость — 5,12 млрд долл., 11,09 тыс. сотрудников.
- MECOM Power and Construction (строительство): рыночная стоимость — 497 млн долл., 281 тыс. сотрудников.
- Macau Legend Development (недвижимость, казино, отели и развлечения): рыночная стоимость — 215 млн долл., 2,22 тыс. сотрудников.

Политика нулевой терпимости к COVID-19 и введение китайскими властями строгого локдауна привели к остановке авиационных, морских и железнодорожных перевозок, закрытию отелей, казино, торговых центров, магазинов, ресторанов и парков развлечений. Все эти ограничения привели в 2021—2022 годах к обвалу выручки, прибыли и капитализации крупнейших компаний Макао. 
По состоянию на 2022 год крупнейшими компаниями Макао по величине выручки были: 
- Galaxy Entertainment Group — 11,47 млрд гонк. долл.[11]
- SJM Holdings — 6,67 млрд гонк. долл.[12]
- Wynn Macau — 5,64 млрд гонк. долл.[13]
- MGM China Holdings — 5,26 млрд гонк. долл.[14]
- Sands China — 1,6 млрд гонк. долл.[15]
- MECOM Power and Construction — 1,5 млрд гонк. долл.[16]
- Melco Resorts & Entertainment — 1,35 млрд гонк. долл.[17]
- Macau Legend Development — 0,71 млрд гонк. долл.[18]
- Emperor Entertainment Hotel — 0,29 млрд гонк. долл.[19]

## Игорный и гостиничный бизнес
Игорный и гостиничный бизнес являются крупнейшей отраслью экономики Макао. Основными операторами в этом секторе являются:
- Sociedade de Turismo e Diversões de Macau / STDM (Макао)[21][22][23]
  - Grand Lisboa Hotel / Casino Grand Lisboa[24]
  - Hotel Lisboa / Casino Lisboa
  - Fisherman's Wharf[25]
  - Ponte 16 Resort Macau / Casino Ponte 16 (Sofitel Macau)
  - Mandarin Oriental
  - Westin Resort Macau
  - Hotel Sintra
  - Hotel Fortaleza do Guincho
  - Grand Emperor Hotel / Casino Emperor Palace
  - Casa Real Hotel / Casino Casa Real
  - Golden Dragon Hotel / Casino Golden Dragon
  - President Hotel
  - Hotel Fortuna / Casino Fortuna
  - Grandview Hotel
  - Casino Greek Mythology
  - Casino Oceanus
  - Casino Babylon
  - Casino Diamond
  - Casino Jimei
  - Casino Kam Pek Paradise
  - Casino Lan Kwai Fong
  - Casino L'Arc Macau
  - Casino Club VIP Legend
  - ипподром Macau Jockey Club / Casino Macau Jockey Club[26]
  - комплекс для собачьих бегов Canidrome[27]

- Las Vegas Sands (США)[28]
  - Sands Cotai Central (Conrad Macao, Holiday Inn Macao, St. Regis Macao и Sheraton Macao)
  - The Venetian Macao
  - Sands Macao
  - Four Seasons Hotel Macao

- Galaxy Entertainment Group (Макао – Гонконг)[29]
  - Galaxy Macau (Galaxy Hotel, Okura Hotel и Banyan Tree Hotel)
  - Galaxy Starworld
  - Grand Waldo Hotel
  - сеть казино City Club

- Melco Crown Entertainment (Гонконг – Австралия)[30]
  - City of Dreams (Crown Towers Macau, Hard Rock Hotel и Grand Hyatt Macau)[31]
  - Macao Studio City (W Hotel, Ritz-Carlton, Marriott и Playboy Hotel)
  - Altira Macau

- Wynn Resorts (США)[32]
  - Wynn Macau
  - Encore at Wynn Macau

- MGM Resorts International (США)[33]
  - MGM Macau

- Shun Tak Holdings (Макао – Гонконг)[34]
  - One Central

## Банковское дело
- Banco Nacional Ultramarino (Португалия)[35]
- Banco Espírito Santo (Португалия)[36]
- Bank of China (Китай)[37][38]
- Industrial and Commercial Bank of China (Китай)[39]
- China Construction Bank (Китай)[40]
- Tai Fung Bank (Макао)[41]
- Macau Chinese Bank (Гонконг – Макао)[42]
- Wing Hang Bank (Гонконг)[43]
- Banco Delta Asia (Макао)[44]
- Banco Luso Internacional (Макао)[45]
- Banco Comercial de Macau (Макао)[46]

Отделения банков – The Hongkong and Shanghai Banking Corporation (Великобритания), DBS Bank (Сингапур), BNP Paribas (Франция), Citibank (США), Standard Chartered Bank (Великобритания), Guangdong Development Bank (Китай), Bank SinoPac (Тайвань), Chong Hing Bank (Гонконг), Bank of East Asia (Гонконг), Hang Seng Bank (Гонконг), CITIC Bank International (Гонконг), Millennium BCP (Португалия), Banco Português de Investimento (Португалия) и Caixa Geral de Depósitos (Португалия).

## Страхование
Крупнейшими страховыми компаниями Макао являются:
- China Life Insurance (Китай)
- AIA Group (Гонконг)[49]
- YF Life Insurance (Китай)
- China Taiping Insurance (Гонконг)
- AXA (Китай)

## Инвестиционный бизнес
- Geocapital (Макао - Португалия)[50]
- Delta Asia Security Company (Макао)[51]

## Судоходство
- Cotai Jet (Макао)[52]
- TurboJET (Гонконг)[53][54]
- New World First Ferry (Гонконг)[55]

## Автобусные перевозки
- Transportes Urbanos de Macau / Transmac (Макао)[56]
- Sociedade de Transportes Colectivos de Macau / TCM (Макао)[57]
- Reolian Public Transport (Макао)

## Авиаперевозки
- Air Macau (Китай – Португалия – Макао)[58]
- Jet Asia (Макао)[59]
- Sky Shuttle Helicopters (Гонконг – Макао)[60]

## Транспортные услуги
- Sociedade do Aeroporto Internacional de Macau (Макао) – оператор Международного аэропорта Макао[61]

## Энергетика
- Companhia de Electricidade de Macau / CEM (Макао)[62]

## Розничная торговля
- Supermercado Royal Companhia — крупнейшая сеть супермаркетов Макао
- Sociedade de Turismo e Diversões de Macau / STDM (Макао)
  - универмаг New Yaohan
- O'Che 1867 (Макао)[63]
  - сеть ювелирных магазинов
- Bossini (Гонконг)[64]
  - сеть магазинов одежды

## Телекоммуникации
- Companhia de Telecomunicações de Macau / CTM (Макао - Португалия)[65]
- SmarTone Macao (Гонконг)[66]

## Медиа-бизнес
- Teledifusão de Macau (Макао)[67]
  - Canal Macau
  - Macau TV
  - Rádio Macau
- Macau Asia Satellite Television (Макао)[68]
- Lotus TV Macau (Макао)[69]
- Ignite Media Group (Макао)[70]
- Macau Everbright (Макао)
  - Macau Post Daily[71]

## Туризм
- China Travel Service (Китай)[72]